# Drenthe (Michigan)
Drenthe is een dorp in Michigan, een van de staten van de Verenigde Staten. Het dorp ligt in het zuiden van het township Zeeland in Ottawa County, maar maakt er geen deel van uit. Volgens het United States Census Bureau is er geen inwoneraantal bekend.
Het dorp, een gemeenschap die vooral gericht is op landbouw, is genoemd naar de Nederlandse provincie Drenthe.